# باش‌اگیم
باش‌اگیم (به اویغوری: باشئەگىم شەھىرى‎) و یا تیه‌منگوان (به چینی: 铁门关市، به پین‌یین: Tiĕménguān Shì) یک شهر در چین است که در سین‌کیانگ واقع شده‌است. تیمنگوان ۵۹۰٫۲۵ کیلومتر مربع مساحت و ۱۰۴٬۷۲۵ نفر جمعیت دارد.
از لحاظ اداری، این شهر، شهر در سطح شهرستان است، که تابع مستقیم منطقه خودمختار (به جای تابع ولایت بودن) می باشد. این شهر، یکی از شهرهای تحت کنترل ارگان بینگتوان می باشد.

## جمعیت
| ترکیب قومیتی شهر باش‌اگیم | ترکیب قومیتی شهر باش‌اگیم | ترکیب قومیتی شهر باش‌اگیم | ترکیب قومیتی شهر باش‌اگیم | ترکیب قومیتی شهر باش‌اگیم |
| ------------------------ | ------------------------ | ------------------------ | ------------------------ | ------------------------ |
| قومیت                    | قومیت                    |                          | درصد                     | درصد                     |
| هان                      | هان                      |                          | ۹۶٫۰٪                    | ۹۶٫۰٪                    |
| هوئی                     | هوئی                     |                          | ۰٫۵٪                     | ۰٫۵٪                     |
| منجو                     | منجو                     |                          | ۰٫۲٪                     | ۰٫۲٪                     |
| اویغور                   | اویغور                   |                          | ۰٫۱٪                     | ۰٫۱٪                     |
| مغول                     | مغول                     |                          | ۰٫۱٪                     | ۰٫۱٪                     |
| سایر                     | سایر                     |                          | ۳٫۲٪                     | ۳٫۲٪                     |
| منبع سرشماری جمعیت :     |                          |                          |                          |                          |

## تاریخچه
در دسامبر سال ۲۰۱۲، با جدایی از اراضی تحت مدیریت شهر کورلا، باش‌اگیم به عنوان شهر وابسته به بینگتوان و «شهر تابع مستقیم منطقه خودمختار» تاسیس شده، از تابعیت ولایت خودمختار بایینغولین مغول در آمده، و مستقیما در تابعیت اداری منطقه خودمختار سین‌کیانگ قرار گرفت.
در ژانویه سال ۲۰۲۰ میلادی، اراضی از شهرستان‌های خودمختار یانچی هوئی، باغراش، چارقیلیق، چرچن، خوشوت، و هجینگ از تابعیت ولایت خودمختار بایینغولین مغول در آمده و ضمیمهٔ باش‌اگیم شدند. اکثر این اراضی شامل هنگ‌های متعلق به بینگتوان بودند.